# Bruno Sivilotti Pidutti
Bruno Sivilotti Pidutti (Ragogna, Friül - Venècia Júlia, 26 d'agost de 1936 - Madrid, 27 de gener de 1982) va ser un ciclista italià, crescut a l'Argentina, que fou professional del 1956 al 1969. Combinà tant el ciclisme en ruta com la pista.

## Palmarès en pista
- 1956
  - 1r als Sis dies de Rio de Janeiro (amb Severino Rigoni)
  - 1r als Sis dies de Buenos Aires (amb Héctor Acosta)
- 1957
  - 1r als Sis dies de São Paulo (amb Severino Rigoni)

## Palmarès en ruta
- 1963
  - Vencedor d'una etapa a la Volta a Llevant
- 1964
  - Vencedor d'una etapa a la Volta a Andalusia
  - Vencedor de 3 etapes a la Volta a Llevant
- 1965
  - Vencedor d'una etapa a la Volta a Llevant
- 1966
  - Vencedor d'una etapa a la Volta a Espanya
  - Vencedor d'una etapa a la Volta a Andalusia
  - Vencedor d'una etapa a la Volta a Llevant
  - Vencedor d'una etapa a la Volta a la Rioja
- 1967
  - Vencedor d'una etapa a la Volta a Llevant
- 1968
  - Vencedor d'una etapa a la Volta a Llevant